# Acalolepta pusio
Acalolepta pusio är en skalbaggsart som beskrevs av Francis Polkinghorne Pascoe 1858. Acalolepta pusio ingår i släktet Acalolepta och familjen långhorningar.
Artens utbredningsområde är Sarawak. Inga underarter finns listade i Catalogue of Life.